# Primera División 1948 (Chili)
In 1948 werd het zestiende seizoen gespeeld van de Primera División, de hoogste voetbalklasse van Chili. Audax Italiano werd kampioen. 

## Eindstand
| Plaats | Club                 | Wed. | W  | G | V  | Saldo | Ptn. |
| ------ | -------------------- | ---- | -- | - | -- | ----- | ---- |
| 1      | Audax Italiano       | 24   | 15 | 5 | 4  | 66:40 | 35   |
| 2      | Unión Española       | 24   | 12 | 5 | 7  | 62:37 | 29   |
| 3      | Colo-Colo            | 24   | 11 | 6 | 7  | 42:34 | 28   |
| 4      | Santiago Morning     | 24   | 11 | 5 | 8  | 47:40 | 27   |
| 5      | Deportivo Iberia     | 24   | 11 | 5 | 8  | 46:40 | 27   |
| 6      | Everton              | 24   | 12 | 3 | 9  | 45:41 | 27   |
| 7      | Universidad de Chile | 24   | 11 | 4 | 9  | 53:47 | 26   |
| 8      | Magallanes           | 24   | 9  | 7 | 8  | 59:50 | 25   |
| 9      | Universidad Católica | 24   | 10 | 4 | 10 | 52:47 | 24   |
| 10     | Santiago Wanderers   | 24   | 9  | 3 | 12 | 42:52 | 21   |
| 11     | Green Cross          | 24   | 7  | 4 | 13 | 41:62 | 18   |
| 12     | Badminton            | 24   | 8  | 1 | 15 | 45:69 | 17   |
| 13     | Santiago National    | 24   | 4  | 0 | 20 | 39:80 | 8    |

|  | Kampioen |

## Degradatie
De club die het minste aantal punten vergaarde de afgelopen drie jaar degradeerde. 
| Pos | Equipo               | 1946 | 1947 | 1948 | Total |
| --- | -------------------- | ---- | ---- | ---- | ----- |
| 1   | Audax Italiano       | 38   | 31   | 35   | 104   |
| 2   | Colo-Colo            | 30   | 38   | 28   | 96    |
| 3   | Unión Española       | 34   | 27   | 29   | 90    |
| 4   | Universidad de Chile | 34   | 27   | 26   | 87    |
| 5   | Magallanes           | 36   | 23   | 25   | 84    |
| 6   | Santiago Wanderers   | 32   | 25   | 21   | 78    |
| 7   | Universidad Católica | 26   | 26   | 24   | 76    |
| 8   | Green Cross          | 32   | 23   | 18   | 73    |
| 9   | Everton              | 29   | 16   | 27   | 72    |
| 10  | Badminton            | 30   | 24   | 17   | 71    |
| 11  | Santiago Morning     | 24   | 17   | 27   | 68    |
| 12  | Iberia               | 21   | 16   | 27   | 64    |
| 13  | Santiago National    | 18   | 19   | 8    | 45    |

|  | Degradatie |